# Plauditus elliotti
Plauditus elliotti is een haft uit de familie Baetidae. De wetenschappelijke naam van de soort is voor het eerst geldig gepubliceerd in 1945 door Daggy.
De soort komt voor in het Nearctisch gebied.